# Iviraiva pachyura
Iviraiva pachyura is een spinnensoort in de taxonomische indeling van de Hersiliidae.
Het dier behoort tot het geslacht Iviraiva. De wetenschappelijke naam van de soort werd voor het eerst geldig gepubliceerd in 1935 door Cândido Firmino de Mello-Leitão.